# Domjean
Domjean is een gemeente in het Franse departement Manche (regio Normandië). De plaats maakt deel uit van het arrondissement Saint-Lô. Domjean telde op 1 januari 2022 998 inwoners.

## Geografie
De oppervlakte van Domjean bedroeg op 1 januari 2022 16,57 vierkante kilometer; de bevolkingsdichtheid was toen 60,2 inwoners per km².

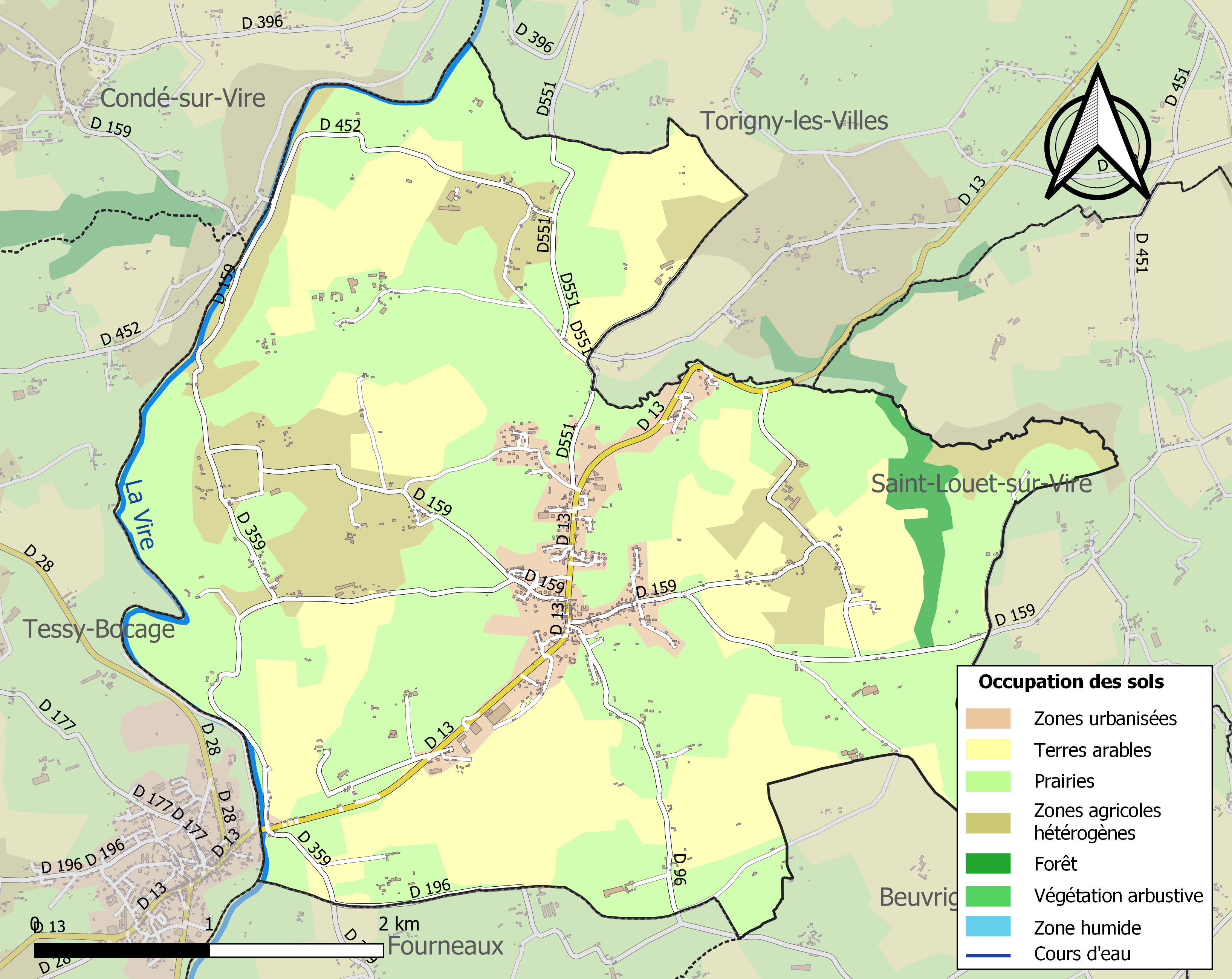
Kaart van de gemeente met de belangrijkste infrastructuur, bodemgebruik en omliggende gemeenten

## Demografie
Onderstaande figuur toont het verloop van het inwonertal (bron: INSEE-tellingen).